# 구하리
구하리(영어: Hari Koo)는 신비아파트 시리즈의 주요 인물이며, 구두리의 누나이다. 자신의 남동생 구두리와 달리 겁이 없어 귀신을 무서워하지 않는 편이다.

## 작중 행적

### 신비아파트 444호
부모님과 남동생인 두리와 함께 신비아파트로 이사를 오게 되었고 처음 신비아파트를 보았을 때 낡은 아파트라면서 꺼려했지만 이후 자신을 도깨비라고 칭하는 녹색 피부를 가진 생명체 신비를 만나면서 신비아파트에서 일상을 보내게 되었다.

### 신비아파트: 고스트볼의 비밀
귀신의 능력을 다룰 수 있는 고스트볼을 가지게 되었고 강림과 가은, 현우를 만나게 되어 친구가 되었다.

### 신비아파트: 고스트볼X의 탄생
이때부터는 옷차림이 분홍색 티셔츠에서 후드티로 바뀌었다. 그 동안 귀신이 나타나지 않게 되면서 평범하게 지내오다가 신비아파트가 저주에 걸리게 되면서 더욱 강해진 귀신들이 나타나자, 다시 귀신과 맞서 싸우기 시작했고 아이기스의 퇴마사 소년인 리온에게 도움을 받는다. 13화에서 도한에게 흑화하였지만 강림의 키스로 다시 돌아온다.

### 신비아파트 고스트볼 더블X
두리와 함께 고스트볼 더블X를 사용하기 시작하였고, 새로운 아이기스에 소속된 퇴마사 소녀 사라를 만나게 된다.
그 후 밤에 최강림이 자간과 상대하려던 순간 자간에게 당하여 몸이 일시적으로 금으로 바뀌었다. 그 후 14화에서 아이기스 명예대원 뱃지를 받았고, 26화에서는 강림이에게 다친 가은이를 맡기고 사토룡을 물리치러 갔다.

### 신비아파트 고스트볼Z
1화에서 귀도 현을 만나고, 3화에서 녹수귀의 결계의 의해 고스트볼을 일시적으로 사용할 수 없어졌으나 귀도 현에 의해 재사용이 가능하게 되었다.
그 후 귀도 현과 구하리의 관계는 강조되는데 5화에선 현혹귀의 둥지에 갇히게 되고, 9화에서 마녀에게 잡혀있다가 귀도 현에게 구출되었다.
6화에서 토이마스터에게 조종당한다.
10화에서 잭오랜턴의 불길에 휩싸인다.
12화에서 귀도현이 최강림의 형인걸 알게 된다.
13화에서 귀면 남매를 성불 시켜 준다.
14화에서 경찰인 엄마 유지미를 도우며, 쇄웅귀를 성불 시킨다.
15화에서 망태할아범에게 홀린다.
16화에서 그렌델에게 수집품으로 잡혀가지만, 강림이에게 구해진다.

## 다른 캐릭터들과의 관계

### 신비
매우 친한 이등신 도깨비이다.

### 금비
신비아파트에서 신비와 같이 사는 도깨비 친구이다.

### 구두리
겁이 많은 남동생이다.

### 최강림
옆반 퇴마사 남자친구이다. 서로 많이 좋아하는 사이이다.

### 김현우
같은 반 친구로 같은 아파트에 사는 친구.

### 이가은
같은 반 단짝친구이다.

### 사라
함께 웬디고와 오피키언을 물리친 리온의 아이기스 선후배이고 친구같은 동생이다.

### 리온 레이몬드
같은 반이였던 퇴마사 친구이다.

### 귀도 현
자신을 지켜주는 흑기사이자 강림의 형.

## 사용하는 아이템

### 1기
- 고스트볼

### 2기
- 고스트볼X

### 3기
- 고스트볼 더블 X

### 4기
- 고스트볼Z

### 5기
- 고스트볼 zero

## 능력
- 귀신의 눈을 보면 귀신의 과거를 알 수 있으며 고스트볼을 가지고 있어, 귀신을 소환할 수 있다.

- 엄청난 체력을 가지고 있다. 예를 들어 당목귀 편에서 3~4층 건물에서 떨어졌는데 별 수법 없이 잘 착지하고, 피구에서 현우의 눈을 멍들게 하는 등의 체력을 가지고있다.